# Jöns Bengtsson (Oxenstierna)
Jöns Bengtsson (Oxenstierna), nascido em 1417 e falecido em 1467, foi um eclesiástico sueco e regente da Suécia, sob a União de Kalmar em 1457, juntamente com Erik Axelsson (Tott) em 1457 e sozinho de 1465 a 1466. Ele também foi arcebispo de Uppsala de 1448 a 1467.

## Biografia

### Família
Jöns Bengtsson era membro da ilustre família Oxenstierna, dos quais vários representantes já haviam se tornado proeminentes na vida pública da Suécia. Seu pai foi o Conselheiro Privado Bengt Jönsson Oxenstierna, Senhor de Salsta, e sua mãe foi Kristina Kristiernsdotter Vasa, filha do Senhor Supremo Justiciar Kristiern Nilsson Vasa.

### Educação e carreira acadêmica
Ele estudou na Universidade de Leipzig e voltou em 1438 para a Suécia com um magister in artibus. No seu retorno, foi nomeado arcipreste do capítulo da Catedral de Uppsala. Pouco depois, seu pai foi nomeado orador da província de Uppland e Castellan do Castelo de Ringstaholm pelo Conselho Privado. Em 1440, ele compareceu ao Riksmöte em Arboga, onde o rei dinamarquês Cristóvão da Baviera foi eleito rei da Suécia, e participou de duas reuniões da União Kalmar em 1441 como representante sueco.
Não há fontes suecas mencionando Jöns Bengtsson no período entre 1442 e 1447, durante o qual ele provavelmente retornou à Alemanha para continuar seus estudos acadêmicos em direito canônico. Ele é mencionado como decretorum baccalaureus e Reitor da Universidade de Leipzig para o semestre de verão de 1445.

### Arcebispo
Pouco depois de seu pai Bengt Jönsson e tio Nils Jönsson Oxenstierna serem nomeados co-regentes, Jöns Bengtsson foi eleito arcebispo em fevereiro de 1448. Ele pediu ao Conselho de Basileia uma confirmação de sua eleição e foi consagrado (30 de junho de 1448) por seus bispos sufragâneos, um dia após terem coroado Carlos VIII como rei. Em 1º de julho, Bengtsson coroou a rainha. A confirmação de sua nomeação pelo Papa Nicolau V não o alcançou até o ano seguinte.
Em 1457, como arcebispo de Uppsala, recebeu do papa o título de primaz da Suécia; os arcebispos de Lund, entretanto, foram autorizados a reter seu título de primaz da Igreja da Suécia.
Como Carlos, para escapar de problemas financeiros, resolveu aumentar impostos e confiscar propriedade da igreja, a insatisfação se espalhou entre o clero e o povo, e Bengtsson colocou-se à frente da oposição (1457). Entrando na Catedral de Uppsala, ele deixou de lado sua insígnia pontifical, pegou capacete, couraça e espada, e anunciou sua intenção de não retomar suas vestes pontifícias até que Carlos fosse banido do país. O rei foi forçado a ceder e foi para o exílio em Danzig. Em seguida, Cristiano I da Dinamarca foi formalmente reconhecido como Rei da Suécia e coroado em Estocolmo por Bengtsson.
O descontentamento geral logo se seguiu, especialmente quando Cristiano, ao se tornar herdeiro de seu tio, o duque Adolph de Holstein, se viu em grandes dificuldades financeiras. Para cumprir suas obrigações, ele arrecadou enormes impostos, mesmo na Suécia, sem isentar eclesiásticos, fundações religiosas ou o dinheiro arrecadado por mandato papal para custear as despesas de uma cruzada contra os turcos. Durante uma ausência temporária de Cristiano I na Finlândia, o arcebispo manteve a regência da Suécia; vendo o povo revoltado contra ele e as pesadas imposições, ele assumiu sua causa e suspendeu a cobrança de impostos. O rei mostrou seu desagrado ao prender o arcebispo e enviá-lo à Dinamarca. Uma nova revolução estourou na Suécia, liderada por seu primo Kettil Karlsson Vasa, Bispo de Linköping, que derrotou o exército de Cristiano I na Batalha de Haraker em 1464, tornando-se regente de fato. Carlos VIII foi chamado de volta ao trono, e Cristiano I, para recuperar o país, reconciliou-se com seu prisioneiro. Bengtsson foi imediatamente para a Suécia, onde levantou o povo contra Carlos, a quem excomungou. O arcebispo conseguiu finalmente provocar a abdicação de Carlos e o reconhecimento de Cristiano I mais uma vez como rei da Suécia. Na realidade, porém, o arcebispo detinha as rédeas efetivas do poder e administrava os negócios como se fosse o verdadeiro soberano. Ele não foi capaz de sustentar esse papel. Facções descontentes se uniram contra ele e, em 1466, elegeram Erik Axelsson Tottcomo regente, ao que Bengtsson foi compelido a se aposentar. As dissensões continuaram e o rei do partido sueco, Carlos VIII, mais uma vez ocupou o lugar do rei que representava a união dos três países. O arcebispo encontrou asilo com seu amigo Magnus Gren, na ilha de Öland. Aqui ele morreu em Borgholm em 15 de dezembro de 1467, "pobre e exilado, não lamentado por ninguém, odiado por muitos e temido por todos".

## Visão geral
A chave para a atividade política de Bengtsson deve ser encontrada na ambição que fazia parte de seu personagem - ambição para sua família e seu país. Havia um forte antagonismo entre a grande família Oxenstierna, à qual pertencia o arcebispo, e a família Bonde, da qual o rei, apoiado pelo partido nacional, era membro. Além disso, o arcebispo estava ciente de que a nobreza e os líderes da Suécia, antes da União de Kalmar, em geral não respeitaram o clero e a propriedade da Igreja. Em uma união da Suécia com a Dinamarca e a Noruega, ele previu uma limitação do poder dos nobres suecos; em seu caráter de arcebispo, estava claro para ele que tal restrição seria uma salvaguarda para as temporalidades da Igreja.